# Верман и сын

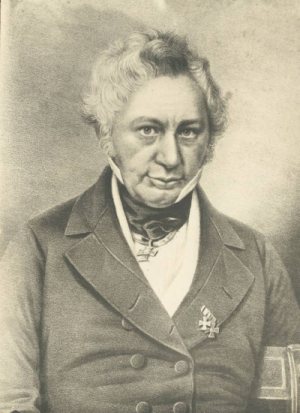
Иоганн Кристоф Верман (1784–1843).

Верман и сын (нем. Wöhrmann & Sohn) — принадлежавшая роду Верманов торгово-финансовая компания, модернизировавшая в 1832 году созданную в 1819 году первую паровую лесопилку в рижском предместье Александровские высоты. В середине XIX века деревообрабатывающее предприятие Верманов производило две трети продаваемых в Риге досок. В том же районе, рядом с лесопилкой, находился также машиностроительный или чугунолитейный завод, выпускавший различные насосы, огнетушители, локомотивы, герметичные двери, трансмиссии, сельскохозяйственную технику (молотилки, сеялки), пивоваренное оборудование. В 1847 году на заводе была изготовлена первая паровая машина для буксира «Рига» принадлежавшей Верманам верфи.

## История
Основателем компании был старейшина Общества Черноголовых, член рижской Большой гильдии Кристиан Генрих (I) Верман (1737—1813), который прибыл в 1763 году из Любека и стал партнером торговых компаний Krupp & Wöhrmann и Wöhrmann & Detenhoff, позже основал свой собственный торговый дом «Верман и сын» (Wöhrmann & Sohn). В 1804 году его младший сын Иоганн Кристоф Верман (1784—1843) возглавил торгово-финансовые компании своего отца и создал несколько фабрик в Риге, текстильную фабрику Синди (Zintenhof) в Пернове и текстильную фабрику во Пскове.  
В 1832 году И. К. Верман вместе с английской компанией «Hunt and Hill», основавшей первую в Риге лесопилку, модернизировал её и оснастил паровой машиной. В 1842 году предприятие полностью перешло в собственность Вермана и стало называться Wöhrmanns Dampf-Sägemühle. В то время на производстве работало 60 человек, а годовой оборот составлял 150 000 рублей. В 1852 году лесопилка снова была модернизирована.
После смерти И. К. Вермана владение перешло к его сыну Кристиану Генриху IV Верману (1814—1874), который основал сталелитейный завод (Eisengießerei) и машиностроительный завод на берегу протоки Красная Двина.
В 1861 году  четырёхкилометровую дорогу до предприятий Вермана, проложенную ещё в 1819 году через жилую застройку Александровских высот, включили в список рижских улиц под именем Паролесопильной (Dampfsägemühlen). Позднее она была разделена на 2 участка: улица Дунтес и улица Твайка (Паровая).
В 1874 г. на лесопилке работало 500 человек, её оборот достиг 1 млн рублей. В это время предприятия Вермана являлись крупнейшими в Лифляндии, они определили промышленную среду Александровских высот как производственного центра Риги.
Запатентованная молотилка машиностроительного завода Вермана получила приз на Берлинской выставке 1877 года. В то время на заводе работало около 320—360 человек. Руководил им директор, инженер Роберт С. Томсон.
После смерти Кристиана Генриха Вермана компания постепенно стала терять свои позиции. Согласно завещанию отца, Иван Христианович (1850-1893) должен был все предприятия «Верман и Сын» ликвидировать или продать. Однако сделал это он не сразу, а неприятности подорвали надежду сделать это с выгодой. В 1881 году сгорел принадлежавший компании пароход «Верман», затем пожаром была практически уничтожена паровая лесопилка. Владельцы компании были вынуждены продать близкую к банкротству фабрику немецкой компании «Шайе». Стала убыточной фабрика в Цинтенгофе. 
В 1888 году «Верман и Сын» был объявлен банкротом, в 1889 году компания прекратила существование, было продано имущество семьи в Лифляндии. 
В 1889 году был закрыт машиностроительный завод Вермана. На его базе впоследствии были созданы машинная фабрика Розенкранца, машиностроительный завод «Фельзер», предприятия Ланге и Скуйе.